# 차태성
차태성(車泰成, 1934년 10월 8일 ~ 2006년 11월 18일)은 대한민국의 전 축구 선수로 선수 시절 포지션은 수비수 겸 공격수였다.

## 선수 시절
1956년부터 1966년까지 10년간 대한민국 대표팀의 일원으로 국제 A매치 75경기 17골을 기록했고 특히 아시안 게임에서 3골을 터뜨리며 팀의 2회 연속 은메달(1958년, 1962년) 획득에 기여했으며 1964년 하계 올림픽 본선에서는 팀의 주장으로 참가하였으나 팀은 체코에 1-6, 브라질에 0-4, 이집트에 0-10으로 대패를 당하며 3전 전패·C조 최하위로 조별리그에서 탈락했다.

## 은퇴 이후
은퇴 이후 서울시경 소속 경찰공무원으로 근무했다가 1975년 미국으로 건너가 사업가로도 활동했으며 2006년 11월 향년 72세를 일기로 생애를 마감했다.